# Gonomyia esakiella
Gonomyia esakiella là một loài ruồi trong họ Limoniidae. Chúng phân bố ở miền Australasia.